# 米羅什尼基 (瓦爾基區)
49°44′20″N 35°39′28″E / 49.73889°N 35.65778°E
米羅什尼基（烏克蘭語：Мірошники）是位於烏克蘭東部的村莊，由哈爾科夫州博霍杜希夫區的瓦爾基市鎮負責管轄。該村始建於1823年，面積2.52平方公里，海拔高度175米，2001年人口6，人口密度每平方公里2.38人。